# Frespera
Genre
Frespera est un genre d'araignées aranéomorphes de la famille des Salticidae.

## Distribution
Les espèces de ce genre sont endémiques du Venezuela.

## Liste des espèces
Selon World Spider Catalog (version 18.0, 04/04/2017) :
- Frespera carinata (Simon, 1902)
- Frespera meridionalis Braul & Lise, 2002

## Publication originale
- Braul & Lise, 2002 : Revisão taxonômica das espécies de Vinnius e a proposição de dois gêneros novos (Araneae, Salticidae). Biociências, vol. 10, p. 87-125.